# Festival international norvégien du film de Haugesund
Le Festival international norvégien du film (en norvégien : Den norske filmfestivalen) est un festival de cinéma se déroulant à Haugesund (en Norvège). Le Festival existe depuis 1973 et a lieu durant le mois d'août. 
Les prix Amanda sont décernés lors de ce festival.

## Palmarès

### Prix du public
- 1999 : Mifune (Mifunes sidste sang) de Søren Kragh-Jacobsen
- 2000 : Saving Grace de Nigel Cole
- 2001 : inconnu
- 2002 : Chaos de Coline Serreau
- 2003 : Buddy de Morten Tyldum
- 2004 : Carnets de voyage (Diarios de motocicleta) de Walter Salles
- 2005 : Giganten de Hallvard Bræin et Arne B. Rostad
- 2006 : inconnu
- 2007 : L'Inconnue (La Sconosciuta) de Giuseppe Tornatore
- 2012 : Kon-Tiki de Joachim Rønning et Espen Sandberg
- 2013 : Alabama Monroe (The Broken Circle Breakdown) de Felix Van Groeningen
- 2014 : Les Recettes du bonheur (The Hundred-Foot Journey) de Lasse Hallström
- 2015 : Le Tout Nouveau Testament de Jaco Van Dormael
- 2016 : Perfetti sconosciuti de Paolo Genovese
- 2017 : Es war einmal in Deutschland… de Sam Garbarski
- 2018 : Capharnaüm de Nadine Labaki

### Motte d'argent du meilleur film étranger de l'année
- 2002 : Le Fabuleux Destin d'Amélie Poulain  France